# Elecciones municipales de Quito de 1967
Las elecciones municipales de Quito de 1967 resultó elegido sorpresivamente Jaime del Castillo Álvarez, de la Federación Nacional Velasquista en alianza con Movimiento Popular Barrial, convirtiéndose en el único alcalde velasquista de la capital, siendo su principal contendor el alcalde en funciones Luis Pallares Zaldumbide que buscaba ser electo en el cargo, ya que fue designado por el presidente interino Clemente Yerovi.